# Alelimma zemella
Alelimma zemella là một loài bướm đêm trong họ Erebidae.